# Nehemías (nombre)
 Nehemías   es un nombre propio masculino de origen hebreo en su variante en español. Deriva del  hebreo (נחמיה), su significado es "Yahvéh ha consolado". 

## Etimología
Nehemías   hace referencia a varios personajes  bíblicos del Antiguo Testamento:
- Nehemías  hijo de Azbur y gobernador de medio distrito de Bet-sur. Colaboró en la restauración de las murallas de Jerusalén. (Neh. 3:16)
- Nehemías  uno de los principales que volvieron de Babilonia con Zorobabel. (Esd.2:2 y Neh. 7:7)

- Nehemías  hijo de Hacalías, y autor del  Libro de Nehemías. (Neh. 1:1)

## Variantes
Nejemiá.

## Equivalencias en otros idiomas
| Variantes en otras lenguas | Variantes en otras lenguas |
| -------------------------- | -------------------------- |
| Español                    | Nehemías                   |
| Hebreo                     | נחמיה                      |
| Alemán                     | Nehemia                    |
| Catalán                    | Nehemies                   |
| Francés                    | Néhémie                    |
| Inglés                     | Nehemiah                   |
| Italiano                   | Neemia                     |
| Portugués                  | Neemias                    |
| Japonés                    | ニーアマイア               |
| Ruso                       | Неемия                     |

## Santoral
La celebración del santo de Nehemías se corresponde con el día 1 de noviembre.